# Саранда-Экклисийская митрополия
Саранда-Экклисиэская митрополия (греч. Ιερά Μητρόπολη Σαράντα Εκκλησιών) — епархия Константинопольской православной церкви с центром в городе Саранда Экклисиэс в Восточной Фракии в Турции.
Митрополия была образована решением Священного синода Константинопольского патриархата от 4 мая 1906 года.

## Управляющие
- Анфим (Анастасиадис) (4 мая 1906 — 25 ноября 1910)
- Агафангел (Папанастасиадис) (25 ноября 1910 — 20 октября 1922)
- Сила (Коскинас) (15 октября 1996 — 12 декабря 2000)
- Андрей (Софианопулос) (c 21 марта 2021 года)